# Claude Joseph de Turmel
Pour les articles homonymes, voir de Turmel.
Claude Joseph de Turmel, (10 octobre 1740 - 21 janvier 1816) est un général français. Chevalier de l’Ordre royal et militaire de Saint-Louis, il fut promu maréchal de camp d'artillerie en 1791.

## Biographie
Fils du maréchal de camp Joseph-Antoine de Turmel et d'Anne Bertrand, Claude Joseph de Turmel naît le 10 octobre 1740 à Metz, dans les Trois-Évêchés.Il se destine très tôt à la carrière des armes. Son père étant mort à Metz en 1748, le jeune Claude Joseph a le privilège de s’engager à 13 ans, comme volontaire, à l’ École d’artillerie de Metz, le 10 octobre 1753. Claude Joseph de Turmel en sort sous-lieutenant le 1er janvier 1757.
Turmel quitte l'artillerie pour l'artillerie de marine, où il passe lieutenant le 24 février 1757. Claude Joseph de Turmel fait la campagne de 1758 sur le Rhin et participe aux batailles de Hastenbeck, de Rossbach, de Krefeld et de Lutzelberg. En 1759, il défend Le Havre contre les navires britanniques. Claude Joseph de Turmel est promu capitaine le 25 juillet 1764. Il fait les campagnes de Corse en 1768 et 1769. À son retour, il épouse en premières noces la fille d'un conseiller du Parlement de Metz, Élisabeth Goussaud. En juin 1776, lors d'une réorganisation du régiment de la marine, il rejoint le régiment d'Auxerrois, en tant que capitaine. Promu major, il est fait chevalier de Saint-Louis le 7 mai 1777.
Le commandant de Turmel s'embarque pour la Martinique avec son régiment, et participe à la prise de la Dominique et à l'attaque du port de la Vigie dans l'île Sainte-Lucie. À bord du Robuste, Turmel livre plusieurs combats aux Britanniques les 17 avril, 15 et 19 mai 1780. Claude Joseph de Turmel est promu lieutenant-colonel titulaire au régiment d'Auxerrois après ces évènements, le 24 juin 1780. En 1781, il est envoyé sur l'île de la Grenade. Claude Joseph de Turmel prend part à une nouvelle attaque sur Sainte-Lucie, puis à la conquête de l'île de Tabago, à la prise de Saint-Eustache et de Saint-Martin, au siège de Saint-Christophe. Sur le Ville de Paris, il se bat les 9 et 11 avril 1782. Fait prisonnier lors du deuxième combat, Claude joseph de Turmel est incarcéré à la Jamaïque, puis en Grande-Bretagne. Échangé, il rejoint son régiment à la Martinique, faisant fonction de major-général de l'armée de terre, sous les ordres du général François Claude de Bouillé.
Il est ensuite nommé colonel du régiment de grenadiers royaux « La Lorraine » le 1er janvier 1784. Le 23 mars 1784, Turmel est nommé Mestre de camp des grenadiers royaux de l'Ile-de-France. En attente d'affectation, il se retire sur ses terres, dans sa propriété d'Antilly, peu avant la Révolution française. Claude Joseph de Turmel est promu maréchal des camps et armées du Roi le 1er mars 1791, peu avant de sortir définitivement des cadres d'active, le 19 mars suivant. Il est, peu après, incarcéré pendant 17 mois, comme suspect royaliste. Relâché, le général de Turmel revient sur ses terres, pour se consacrer à l'agriculture. Il se marie en secondes noces le 9 avril 1799, à Antilly, avec Marie Anne Marguerite Christine Le Bachellé.
Claude Joseph de Turmel meurt le 21 janvier 1816, à l’âge de 75 ans. Son fils, Joseph de Turmel, deviendra maire de Metz, et député de la Moselle sous la Restauration.

## Sources
- Émile Auguste Bégin : Biographie de la Moselle: Histoire par ordre alphabétique de toutes les personnes nées dans ce département, Tome 3, Metz, 1829.
- André Gain: Un officier messin, Claude-Joseph de Turmel, maréchal de camp (1740-1816), in Les Cahiers Lorrains, no 4, 1932.